# Robert VII d'Estouteville
Pour les articles homonymes, voir Robert VII.
 (29 octobre 2022).
Robert VI ou VII d'Estouteville-Torcy (vers 1410-1479), vicomte et prévôt de Paris de 1446 à 1461 puis de 1465 à 1479.

## Biographie
C’était un fort heureux personnage en l’an de grâce 1482, que noble homme Robert d’Estouteville, chevalier, sieur de Beyne, baron d’Ivry et de Saint-Andry en la Marche, conseiller et chambellan des rois Charles VII et Louis XI, et garde de la prévôté de Paris. Il y avait près de dix-sept ans qu’il avait reçu du Roi, le 7 novembre 1465, l’année de la comète, cette belle charge de prévôt de Paris, qui était réputée plutôt seigneurie qu’office. Ainsi Victor Hugo commence-t-il le livre sixième de Notre Dame de Paris.
Si l’auteur, qui est romancier et non historien, fait erreur sur la personne, puisqu’en 1482 Robert d’Estouteville était déjà mort et que c’est son fils Jacques qui est prévôt de Paris, les titres, eux, sont exacts, et semblent sortis tout droit du jugement rendu par le prévôt le 15 octobre 1470 et qui débute ainsi : A tous ceulx qui ces présentes lettres verront, Robert d’Estouteville chevalier seigneur de Beine, baron d'Ivry et de Sainct-Audry en la Marche, conseiller, chambellan du roy nostre sire, et garde de la prevosté de Paris, salut (…)
Robert est le fils de Guillaume d'Estouteville (1379-1449), seigneur de Torcy et d'Estoutemont, Beynes et Blainville, et de sa 2e épouse Jeanne d'Oudeauville/Ondeauville/Doudeauville en Boulonnais dame de Novion en Ponthieu et de Caumartin (en 1re noces, Guillaume avait épousé en 1400 Marie de Chalon-Tonnerre),
- et le frère cadet de Jean III d'Estouteville-Torcy (1404-† 1494 sans postérité légitime survivante), prévôt de Paris en 1446[3], Grand maître des arbalétriers de France, capitaine de Caen et de Fécamp, sire de Torcy, Doudeauville et Blainville.

Leur père Guillaume de Torcy d'Estoutemont (1379-1449) fut Grand maître et général réformateur des Eaux et Forêts de France, fait prisonnier des Anglais au siège d'Harfleur en 1415. Robert d’Estouteville était encore jeune lorsque le Roi, en 1422, lui rendit, et à ses frères, les biens (Beynes) qui avaient été confisqués sur son père pour avoir tenu le parti du Roi de France.
- En plus de Jean et Robert, Guillaume d'Estouteville et Jeanne de Doudeauville eurent pour enfants : → Nicolas, Guillaume et Raoul d'Estoutemont († 1462), les trois sans postérité ; Estout d'Estouteville († 1476 ; bailli de Cotentin, châtelain de Beauvoir et de Beauvais, sire de Beaumont et Miermaigne : Postérité) ; Jeanne, prieure de Poissy ; et Michelle d'Estouteville (x 1450 Robert IX de Béthune-Locres sire de Baye, Mareuil-en-Brie et Congy : Postérité, dont viendra Sully).

Guillaume de Torcy d'Estoutemont était issu de la branche cadette des Estouteville (l'autre branche étant celle de Valmont, qui devint ducale en août 1534, vue à l'article Estouteville) : en effet, son arrière-arrière-grand--père Robert IV (ou V) sire d'Estouteville, fl. dans la 2e moitié du XIIIe siècle, † vers 1300/1310, époux de Jeanne/Alix Bertran de Bricquebec (sœur du maréchal Robert), eut comme fils aîné Robert V (ou VI) sire d'Estouteville et de Valmont († 1334), et comme fils cadet :
- Estout, † au début du XIVe siècle, sire de Torcy et d'Estoutemont, x 1° Mahaut de Torcy, et 2° Alix, fille d'Amaury II de Meulan-La Queue et de Marguerite de Beaumont ; père de :
  - Jean II, † dans la 2e moitié du XIVe siècle (vers 1356/1380), père (par sa 1re épouse Jeanne de Fiennes ?) de :
    - Nicolas/Colart II, † 1415 à Azincourt, sire de Beynes (par son gendre Robert L'Estendart) et de Blainville (par sa femme), capitaine d'Arques et de Cherbourg, sénéchal de Toulouse (→ dans sa fratrie : Thomas, évêque de Beauvais, † 1395) ; Guillaume, évêque d'Evreux, Auxerre et Lisieux († 1414) ; Estout, abbé de Cerisy, du Bec et de Fécamp († 1423) ; Jean sire de Croissy († 1416) ; Jeannet d'Estouteville († 1416), sire du Mesnil-Simon, x Jeanne († 1412), fille de Robert de Montdoucet et Jeanne de Villebon, d'où la branche du Mesnil-Simon, Villebon et Montdoucet avec leur fils Louis Blanchet d'Estouteville († 1473 ; x 1° Marguerite fille de Robert de Vendôme-La Châtre de La Ferté-Chartres : Postérité, dont Jeanne qui épouse en 1451 Guy de Beaumanoir-Lavardin ; et x 2° 1436 Isabeau, fille de Charles de Savoisy de Seignelay : Postérité, dont Charles marié à Hélène fille de Jean de Beauvau-Craon) ; Jeanne d'Estouteville, 1re femme d'Hector de Chartres, père, par son 2e mariage, de Regnault de Chartres, archevêque de Reims) ; Colart II épouse 1° Blanche/Jeanne, fille du maréchal Jean Mouton de Mauquenchy de Blainville, d'où, entre autres enfants :
      - Guillaume de Torcy d'Estoutemont (1379-1449 ; père de Jean III, et de notre Robert VI ou VII : voir plus haut leur fratrie) ; et Catherine d'Estouteville († 1409), x 1382 Robert/Guillaume L'Estendart, sire de Lincy/Liney (Limetz ?) et de Beynes (Beynes passe ensuite à son beau-père Colart II d'Estouteville ci-dessus).

Robert VI (VII) d'Estouteville-Torcy contribua avec la noblesse de Normandie à la libération de Nancy assiégée par Charles Le Téméraire. Capitaine de Fécamp, il épouse en 1447 Ambroisine de Loré, dame de Muessy (1432-vers 1466/1468 ; fille d'Ambroise de Loré, compagnon de Jeanne d'Arc, prévôt de Paris, et de Catherine de Marcilly, baronne d'Ivry, dame de St-André -de-l'Eure ou -en-la-Marche, Maisy, Oissery en Multien et Marcilly). Il fait édifier un château fort à Beynes (Yvelines), participant ainsi à la défense de Paris contre les Anglais.
Conseiller et chambellan du roi Charles VII, il fut nommé prévôt de Paris sur démission de son frère aîné, Jean d'Estouteville, par lettres du 7 mars 1446.
En réponse aux états de Languedoc assemblés à Montpellier au mois d’avril 1446, qui, dans leurs doléances, se plaignaient de la continuation du brigandage, Charles VII, qui avait déjà fait beaucoup pour le réprimer, rendit à Bourges, le 6 octobre 1447, une ordonnance pour attribuer à Robert d’Estouteville, prévôt de Paris, la juridiction dans tout le royaume sur tous les larrons, mendians, espieux de chemins, ravisseurs de femmes, violeurs d’église, tireurs à l’oie, joueurs de faux dés, trompeurs, faux monnoyeurs, malfaiteurs, et leurs associés, récepteurs et complices … pour enquérir, par lui et ses commis, de leur vie et gouvernement ; et si par leurs confessions ou autrement, il ou ses commis, les tiennent coupables ou crimineux, de les punir et faire exécuter, selon leurs démérites, en tels lieux et justice que bon leur semblera.
De 1446 à 1450, Robert fit de très importants travaux au château de Beynes qu’il transforma pour l’adapter à l’artillerie. Le donjon obsolète fut rasé pour faire place à des logis confortables répartis autour d'une allée centrale. La braie fut entièrement reprise, et l'espace entre l'enceinte et celle-ci fut couvert. Il forma un couloir casematé surmonté d'un boulevard d'artillerie courant tout autour du château. Le fossé fut élargi à une trentaine de mètres, afin de pouvoir être battu par la défense.
Au mois de juillet 1456, Robert dressa à la communauté des maîtres potiers de terre de nouveaux statuts, et, en 1461, il inaugura la série des bannières du Châtelet de Paris, qui était consacrée à l'enregistrement et à la publication des lettres patentes, ordonnances et actes d'intérêt privé dont le contenu méritait publicité, d'où le nom de « bannières » donné à ces registres. On y trouvera donc, avec les statuts des corporations, les privilèges de confréries, les ordonnances de portée générale déjà présents dans les livres de couleur, des actes royaux concernant les privilèges des villes, des lettres de sauvegarde et de garde-gardienne en faveur des abbayes de la région parisienne, des lettres de concession de droits ou de privilèges à certains corps de métiers (libraires, imprimeurs) ou à certains offices (notaires, sergents à verge…).
Peu après son couronnement à Reims, Louis XI, sur le chemin de Tours, s’arrêta à Paris et installa Jacques de Villiers de L'Isle-Adam à la prévôté de Paris, le 1er septembre 1461. Robert, que le maréchal de Loheac avait destitué de son office, fut emprisonné à la bastille Saint-Antoine puis au Louvre. Un conseiller au Parlement visita avec rigueur tous ses papiers, mais il ne fut trouvé coupable d’aucune trahison.
Révoqué à son tour par Louis XI en 1465, Jacques de Villiers cède sa place à Robert d’Estouteville, qui se retrouve ainsi dans son office de prévôt de Paris : et le lundi suivant, septième jour de novembre au dit an 1465, le dit messire Robert d’Estouteville fut amené au Châtelet de Paris par Charles de Melun et maître Jean Dauvet, premier président au Parlement de Toulouse, auquel président le Roi mandait qu’il avait reçu le serment du dit d’Estouteville à prévôt de Paris, au lieu de Jacques de Villiers, seigneur de l’Isle Adam, auquel il avait donné la dite prévôté à son joyeux avènement, et qu’il le mit et institua en possession et saisie du dit office de prévôt de Paris. Et après que les lettres de don du dit office furent lues au grand parc du Châtelet de Paris, icelui d’Estouteville fut mis et institué en possession du dit office, sans préjudice du cas d’appel du dit de Villiers. 
Robert d’Estouteville était également conseiller et chambellan du roi Louis XI pour le service duquel il se trouva à la bataille de Montlhéry en 1465 et prit la ville de Saint-Valery sur les Bourguignons en 1472 : Le duc de Bourgogne, au sortir du siège de Beauvais en juillet 1472, prit le chemin de Rouen. La ville d’Eu et de Saint-Valéry se rendirent au Duc qui mit le feu dans tout le pays des environs, prit Neufchâtel et le brula. Enfin il fut contraint de retourner en ses états après avoir perdu quantité de ses fourrageurs et vu ses troupes en très pitoyable état par la faim cruelle qu’elles furent obligées de souffrir. Cela facilita et donna lieu aux troupes du Roi de reprendre toutes ces places par la diligence que firent Joachim Rohault et Robert d’Estouteville prévôt de Paris, qui sortants de Beauvais jetèrent une si grande épouvante dans le cœur de ceux qui s’étaient emparés de tout ce pays qu’ils les forcèrent de se rendre par une composition honteuse.
Robert eut la conduite des nobles de la prévôté de Paris et du bailliage de Senlis depuis l’an 1475 jusqu’à sa mort survenue le 3 juin 1479.
Et pour finir comme nous avons commencé, c'est-à-dire avec Victor Hugo, signalons qu’il avait échappé à cette furie de changement qui possédait Louis XI, roi défiant, taquin et travailleur qui tenait à entretenir, par des institutions et des révocations fréquentes, l'élasticité de son pouvoir. Il y a plus, le brave chevalier avait obtenu pour son fils la survivance de sa charge, et il y avait déjà deux ans que le nom de noble homme Jacques d'Estouteville, écuyer, figurait à côté du sien en tête du registre de l'ordinaire de la prévôté de Paris. Rare, certes, et insigne faveur ! Il est vrai que Robert d'Estouteville était un bon soldat, qu'il avait loyalement levé le pennon contre "la ligue du bien public " (…)

## Descendance
Il avait épousé en 1447 Ambroise de Loré, fille du prévôt de Paris Ambroise, morte vers 1468 : le lundi cinquième jour de mai 1468, dame Ambroise de Loré, en son vivant femme de Robert Destouteville, chevalier prévôt de Paris, ala de vie à trespas ce jour environ une heure après minuit, laquelle fut fort plainte, pour qu’elle était noble dame, bonne et honneste, et en l’hostel de laquelle toutes nobles et honnestes personnes estoient honorablement receues. François Villon lui avait écrit un poème pour que le jeune marié l’offre à son épouse.
De ce mariage naquirent :
- Jacques († 1509), héritier des fiefs familiaux et sire de Croissy, chambellan du Roi et prévôt de Paris après son père, mari de Gillette de Coëtivy, petite-fille de Charles VII et d'Agnès Sorel (ne pas le confondre avec son lointain cousin Jacques), d'où :
  - Charlotte (1490-1549), baronne d'Ivry, x 1510 Charles Ier de Luxembourg-Ligny-Brienne, comte de Brienne et de Ligny : Postérité,
  - et Marie d'Estouteville, dame de Beynes, Blainville, Marcilly, Maisy, St-André, la Motte d'Alaincourt en Tillières, Oissery, Obsonville, x 1513 Gabriel de Tourzel d'Alègre : Postérité (cf. Alègre)
- Hélène, dame du Tronchay, femme de René de Chateaubriant, baron de Loigny et du Lion : Postérité
- Marie, mariée à Jean VI de Châteauvillain : Postérité
- Une fille, religieuse puis prieure de l'abbaye de Poissy.

## Sources
(juillet 2015).
- RP(révérend père) Anselme, tome VIII
- Mémoires de la Société des antiquaires de Picardie
- Mémoires pour servir à l'histoire de la ville de Lyon pendant la révolution d'Aimé Guillon de Montléon
- Nouvelle collection des mémoires pour servir à l'histoire de France de Joseph Fr. Michaud tome IV